# 汤跃武
汤跃武（1967年11月—），湖南宁乡人，湖南省建筑学校城市规划专业毕业，中华人民共和国政治人物，原中国共产党桃江县委员会书记。

## 生平
1967年11月，汤跃武出生在湖南省益阳专区宁乡县。1985年，汤跃武考入湖南省建筑学校城市规划专业。1987年毕业后进入益阳市规划设计院工作，1992年1月进入益阳市规划设计室（后更名“益阳市建委办公室”）。1996年12月加入中国共产党。2000年1月，汤跃武出任益阳市朝阳开发区管委会主任助理，次年10月出任副主任兼副书记。2007年11月，汤跃武转任中国共产党南县委员会副书记，2013年5月升任县长。2016年7月，汤跃武转任中国共产党桃江县委员会书记。2021年7月，汤跃武出任中共益阳市委副秘书长。

### 落马
2021年11月29日，汤跃武涉嫌严重违纪违法，接受益阳市纪委监委纪律审查和监察调查。